# عشبة الفنكا
عشبة الفنكا، واسمها الشائع العشبة البنفسجية، هو نبات مزهر موطنه أوروبا الشرقية.

## وصف
عشبة الفنكا هي عشبة معمرة تنمو ككرمة زاحفة، وتنتشر على طول الأرض وتتجذر على طول السيقان لتشكل مستعمرات مستنسخة، تنمو حتى ارتفاع 10–20 سنتيمتر (4–8 بوصة).
الأوراق متقابلة، رمحية الشكل، طوليًا 1–5 سـم (1⁄2–2 بوصة)، وعرضيًّا 0.2–3 سـم (1⁄8–1 1⁄8 بوصة)، خضراء لامعة مع هامش كامل، وشبه ثابتة مع سويقة قصيرة جدًا فقط.
تُنتج الزهور في أواخر الصيف، باللون الأزرق البنفسجي أو الأبيض في بعض الأحيان، قطرها 2.5–3.5 سـم (1–1 1⁄2 بوصة)، مع كورولا ذات خمسة فصوص.

## التوزيع والموئل
ينمو النبات في شرق وجنوب شرق أوروبا، من النمسا جنوبًا إلى اليونان، وشرقًا إلى شبه جزيرة القرم، وفي شمال غرب آسيا، في جبال القوقاز والبرز وخاصة في موائل السهوب.

## زراعة
تُزرع عشبة الفينكا أحيانًا كنبات زينة في حدائق المناخ المعتدل، وكنبات حديقة صخرية.